# ۵۹۴ (پیش از میلاد)
۵۹۴ (پیش از میلاد) ۵۹۴مین سال قبل از تقویم میلادی است.